# 美利坚联盟国国旗
美利坚联盟国国旗（英語：Flags of the Confederate States of America）是指美利坚联盟国于1861至1865年间分别采用的三面国旗。除国旗外，经常使用的旗帜中亦存在一些国旗或军旗的变体。南北战争结束后，尽管这些旗帜存在争议，但仍能以官方或个人名义使用。

## 国旗

### 第一面美利坚联盟国国旗：星槓旗（Stars and Bars）
第一面美利坚联盟国国旗名为“星槓旗”（Stars and Bars），于1861年3月5日到1863年5月26日间使用。这面国旗的设计灵感来自于奥地利国旗，设计者是普鲁士艺术家尼古拉·马沙尔。
- 第一面国旗的7星设计
 （1861年3月4日–1861年5月21日）
- 第一面国旗的9星设计
 （1861年5月21日–1861年7月2日）
- 第一面国旗的11星设计
 （1861年7月2日–1861年11月28日）
- 第一面国旗的13星设计
 （1861年11月28日–1863年5月26日[7]）

### 第二面美利坚联盟国国旗：無瑕旗（Stainless Banner）
在征集第二面国旗的过程中，几乎所有的方案都结合了南方军队的战旗。最终采用的设计为白底，左上方为联盟战旗，因此又被称为无瑕旗，比例为2:1。
- 第二面国旗
 （1863年5月26日–1865年3月4日，比例2:1）

### 第三面美利坚联盟国国旗：血旗（Blood Stained Banner）
在1865年3月4日，就在战争即将结束之前，亚瑟·罗杰斯上校建议把一个红色竖条放置在国旗上。这样做的原因是无风时悬挂的国旗下垂，左上角的联盟战旗不能被看到，而只能看到白色的底，会被误认为是表示休战的白旗。亚瑟·罗杰斯上校的建议最终被采用，他同时称这面旗的红色可以与北方军队的蓝色完全区分出来，并象征南方人来自英格兰的传统，这个竖条也代指法国国旗右边的红色。
- 第三面国旗
（1865年3月4日起）

## 其他旗帜

美丽蓝旗
（原西佛罗里达共和国国旗）

除国旗外另外有一些旗帜常被作为南部的代表，例如美丽蓝旗。该旗原为西佛罗里达共和国国旗，但常作为南方军队的非正式代表旗帜。这面旗帜也影响了得克萨斯州的州旗设计。与此旗相关的《美丽蓝旗》也是南部联盟的非正式国歌之一。

### 军旗
在第一次馬納沙斯之役中，第一面南方国旗（星槓旗，Stars and Bars）和北方国旗（星条旗，Stars and Stripes）在远处难以区分，南方旗帜与纹徽委员会前任主席威廉·博舍·迈尔斯受1860年的南卡罗来纳州分离主义旗帜启发，设计了仅用在战场的南部军旗。

南卡罗来纳州分离主义旗帜

- 军旗

### 船旗
美利坚联盟国海军保留了英国使用两面海上旗帜（舰首旗与船旗）的传统。
舰首旗（Navy Jack）
- 第一面舰首旗
 （1861–1863）
- 第二面舰首旗，使用浅蓝色
 （1863–1865）

船旗（Ensign）
- 第一面船旗
 （1861–1863）
- 第二面船旗
 （1863–1865，比例1.5:1）

## 联盟旗

联盟旗：军旗的长方形变体

南部联盟军旗的长方形变体，最初在部分南方军团使用，例如田纳西军团。这面旗帜也与海军舰首旗相似，但蓝色更深。虽然这面旗帜从未以国旗代表过南部联盟，但在美国通常被称为联盟旗（The Confederate Flag），有时又被称作反叛旗（Rebel Flag）或迪克西旗（Dixie Flag）。
在二十世纪这面旗帜重新流行起来。在二战中部分使用南部昵称或大部分由南方人组成的美军单位使用这面旗帜作为标志。美国海军哥伦比亚号轻巡洋舰 (CL-56)在二战南太平洋战场也使用这面旗帜作为船旗。